# Dreieinigkeitskirche (Hof)

Dreieinigkeitskirche von der Straße gesehen (2022)

Die Dreieinigkeitskirche (ⓘ) im Gemeindeteil Krötenbruck der Stadt Hof (Saale) ist eine evangelisch-lutherische Kirche.
Die Kirche ist ein roter Klinkerbau, der – wie der Turm mit Glockenstuhl – von dem Architekten Horst Rudorf geplant wurde.
Die Einweihung fand am 5. November 1961 statt.
Ursprünglich immer zur Weihnachtszeit über der Uhr des Kirchturms montiert befindet sich stets ein sechseckiger Stern.
Neben der Kirche gibt es ein Gemeindehaus, das 1996 entstand, und einen Kindergarten. Die Gemeinde gehört zur Evangelisch-Lutherischen Kirche in Bayern (ELKB).

## Glocken

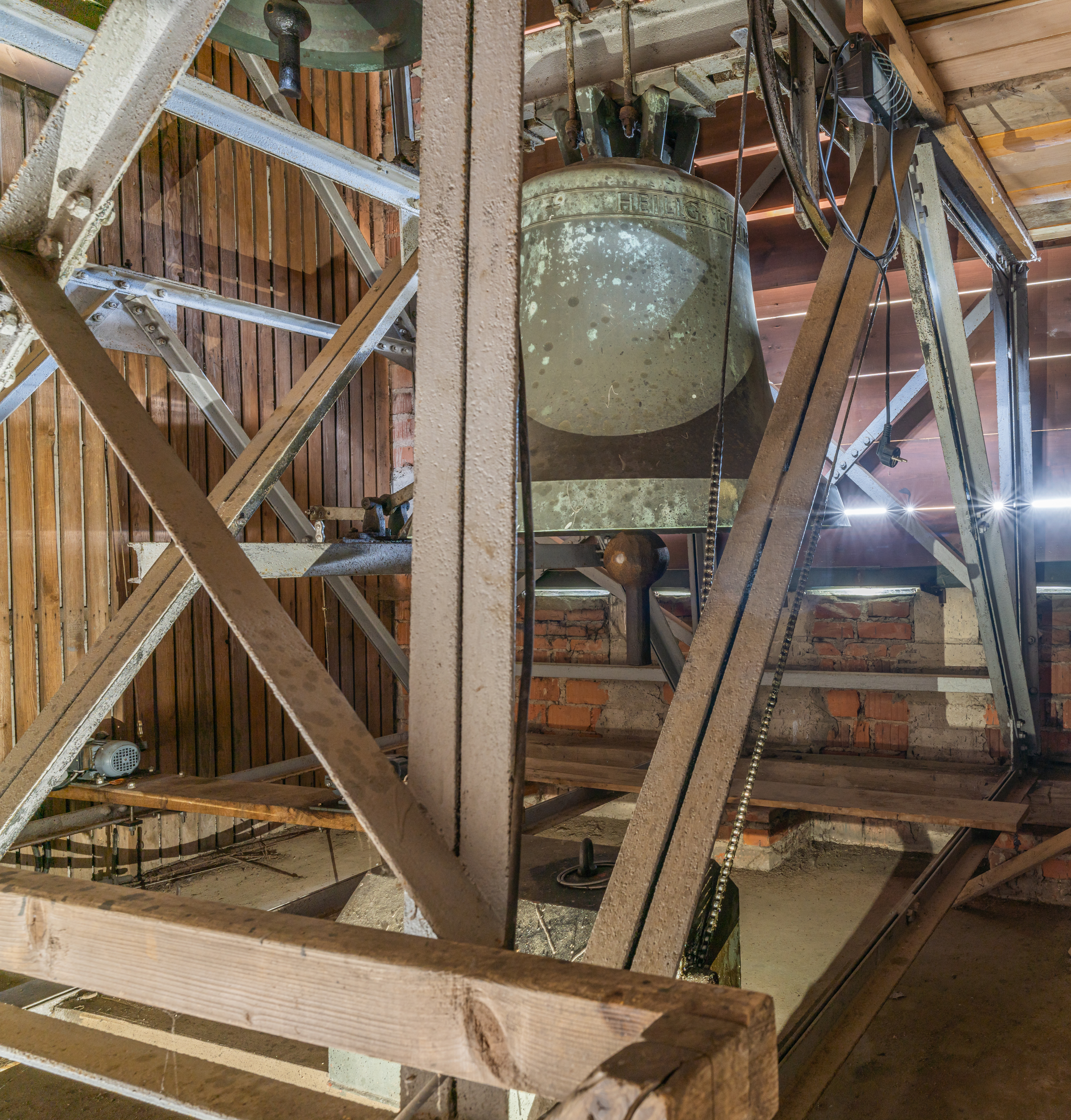
Die Kirchenglocke im Glockenstuhl

Die drei Kirchturmglocken im Kirchturm wurden von der Firma Gebrüder Rincker aus Sinn im Dillkreis hergestellt. Das Ensemble besteht aus Kirchen-, Trauer- und Gebetsglocke. Die Kirchenglocke ist in g' gestimmt und trägt die Inschrift „Heilig, heilig, heilig ist der Herr Zebaoth“. Die Trauerglocke ist in b' gestimmt und trägt den Text „Ehre sei dem Vater und dem Sohne und dem Heiligen Geist“. Die in c' gestimmte Gebetsglocke weist den Losungsspruch der Kirche von 1961 auf, „Herr, lehre uns beten“.
Die Glocken läuten von 6 bis 22 Uhr und viertelstündlich. Zu speziellen Anlässen wird von diesem Muster abgewichen.

## Innenraum

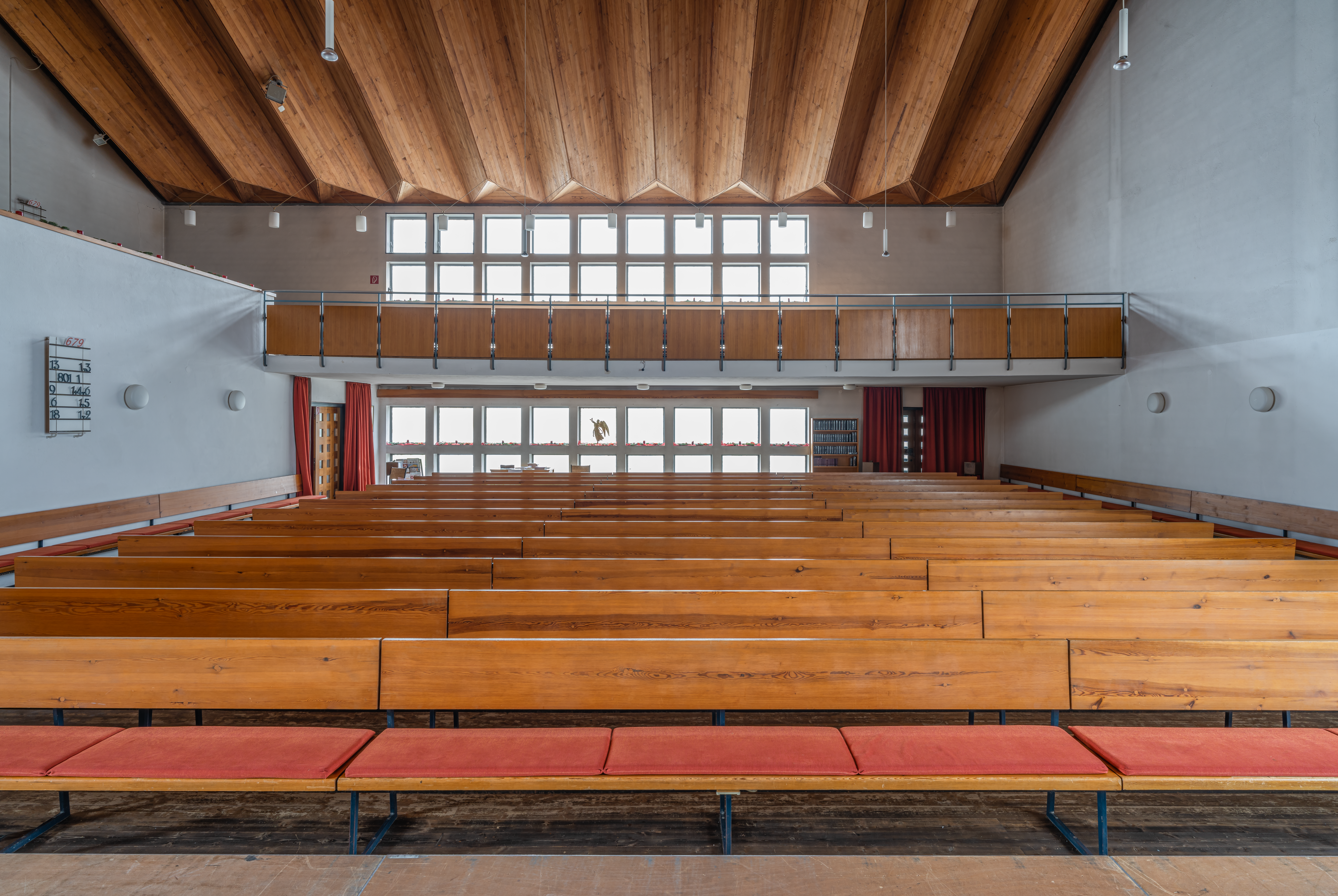
Innenansicht des Gebäudes mit Sitzbänken, Fenster und Dach

Das zickzackförmige Dach

Die Architektur des Kirchengebäudes stammt von Horst Rudorf. Bei der Gestaltung des Innenraumes wurde auf verschiedene Formen zurückgegriffen. Das Dach ist in Zickzackform gehalten und aus Holz. Von ihm hängen Lampen herab, die bei schlechteren Lichtverhältnissen eingeschaltet werden. Von Sonnenlicht beleuchtet wird der Innenraum durch Fensterflächen im Norden, Osten und Westen. Die Fensterreihen im Norden sind quadratisch, die im Osten und Westen dreieckig. Der Innenraum ist hauptsächlich mittig und an den Wänden mit Sitzreihen gefüllt, wobei an den seitlichen Sitzgelegenheiten Gehwege sind. Die Empore ist über eine Treppe erreichbar und weist ebenfalls Sitzmöglichkeiten auf. Die Orgel stammt von Deininger & Renner aus dem Jahr 1969. Sie besitzt 23 Register auf zwei Manualen und Pedal, die Trakturen sind mechanisch.
Das Wandgemälde schuf Günther Danco. Es befindet sich an der südlichen Wand hinter dem Altar und soll die namensgebende Dreieinigkeit wiedergeben. Es ist in das Auge Gottes (links), den Fisch (Mitte) und die Flammen dreigeteilt. Das Auge Gottes wird durch eine Flächenverschiebung und eine angedeutete Spirale dargestellt, wobei diese in sich kreisen. Dies soll die Kräfte der Schöpfung visualisieren. Der Fisch steht symbolisch für Christus. Die Flammen rechts im Bild sind das Symbol des Heiligen Geistes gemäß der Pfingstgeschichte. Das große Ausmaß des Bildes soll aussagen, dass die Vorstellungen von Gott stets kleiner sind als Gott selbst. Die drei Symbole sind in einen von links kommenden Sturmwind in Begleitung eines Blitzes verbunden. Eingebettet sind die drei Elemente jeweils in einem eigenen Mund, der als dunkles Feld angedeutet ist. Diese sprechen die Gottesgemeinde an. Zur Weihnachtszeit wird der mittlere Teil des Wandgemäldes mit einem Gemälde einer Hütte und eines Lichts in ihm behangen. Dieser Behang dient unter anderem als Hintergrund für das jährlich stattfindende Krippenspiel.

## Geschichte
1956 begann die Planung der Kirche. Die am 30. Oktober 1960 entwickelte Urkunde hielt die Vorarbeiten am Bau fest. Der Oberkirchenrat Emil Flurschütz weihte die nun fertiggebaute Kirche am Reformationsfest (05. November) 1961 ein. 1963 zog Herold in das Pfarrhaus der Dreieinigkeitskirche ein, die heutige Ludwig-Uhland-Straße 11. Das Pfarrhaus befindet sich etwa 27 Meter Luftlinie vom Kirchengebäude entfernt.
Mit einer funktionsfähigen Kirche konnte nun eine zugehörige Kirchengemeinde wachsen. War sie 1961 ungefähr 2000 Mann stark, wuchs sie in 4 Jahren auf 2400 und damit um 20 %.
Die Gemeinde der Dreieinigkeitskirche wurde am 8. Juli 1965 zu einer selbstständigen Kirchengemeinde erhoben und beinhaltet Eppenreuth und Pirk und den Lausenhof.
Mit Stand November 2021 bekleidet Herwig Dinter das Amt des Pfarrers der Dreieinigkeitskirche Hof.

## Galerie

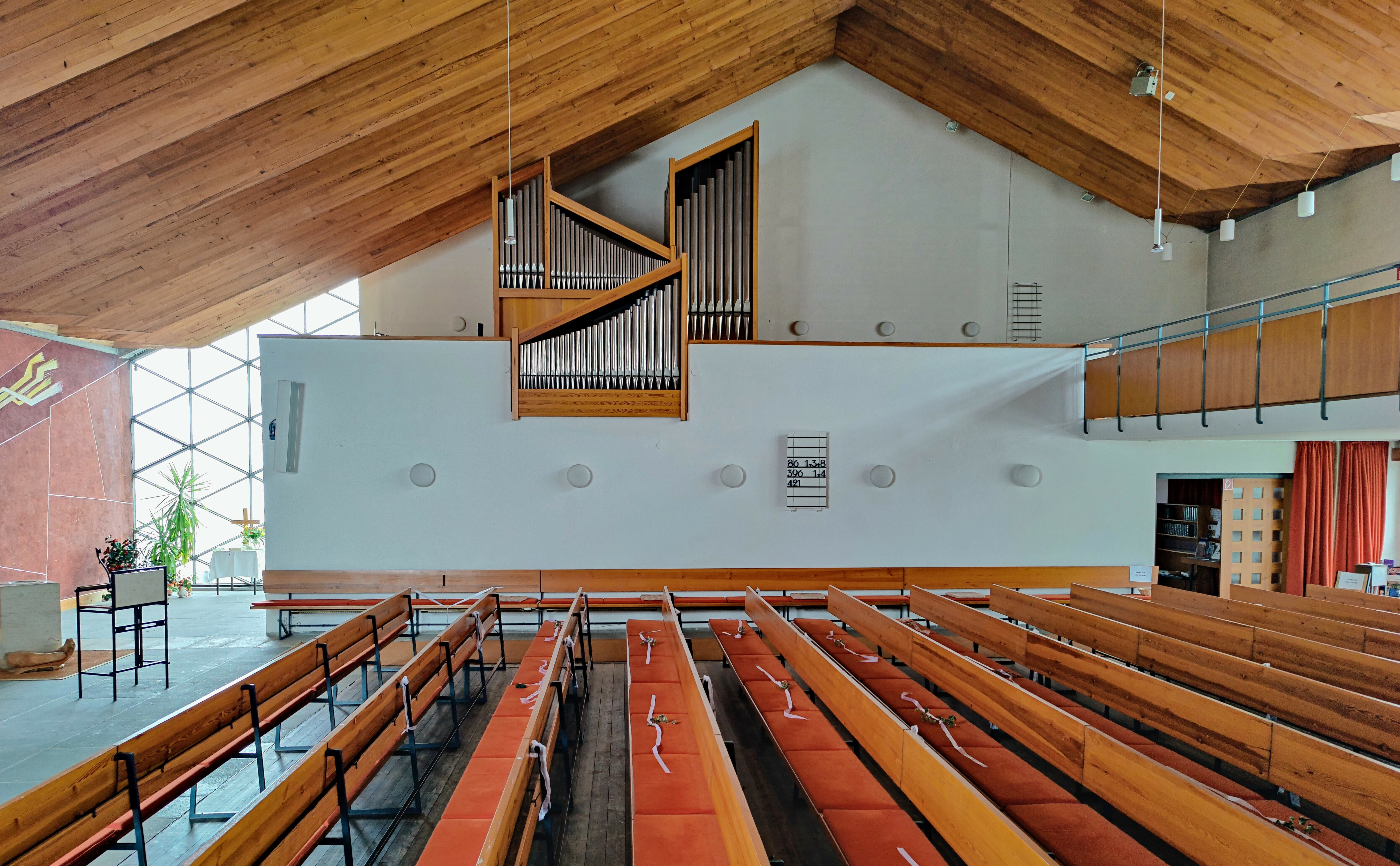
Blick zur Orgel
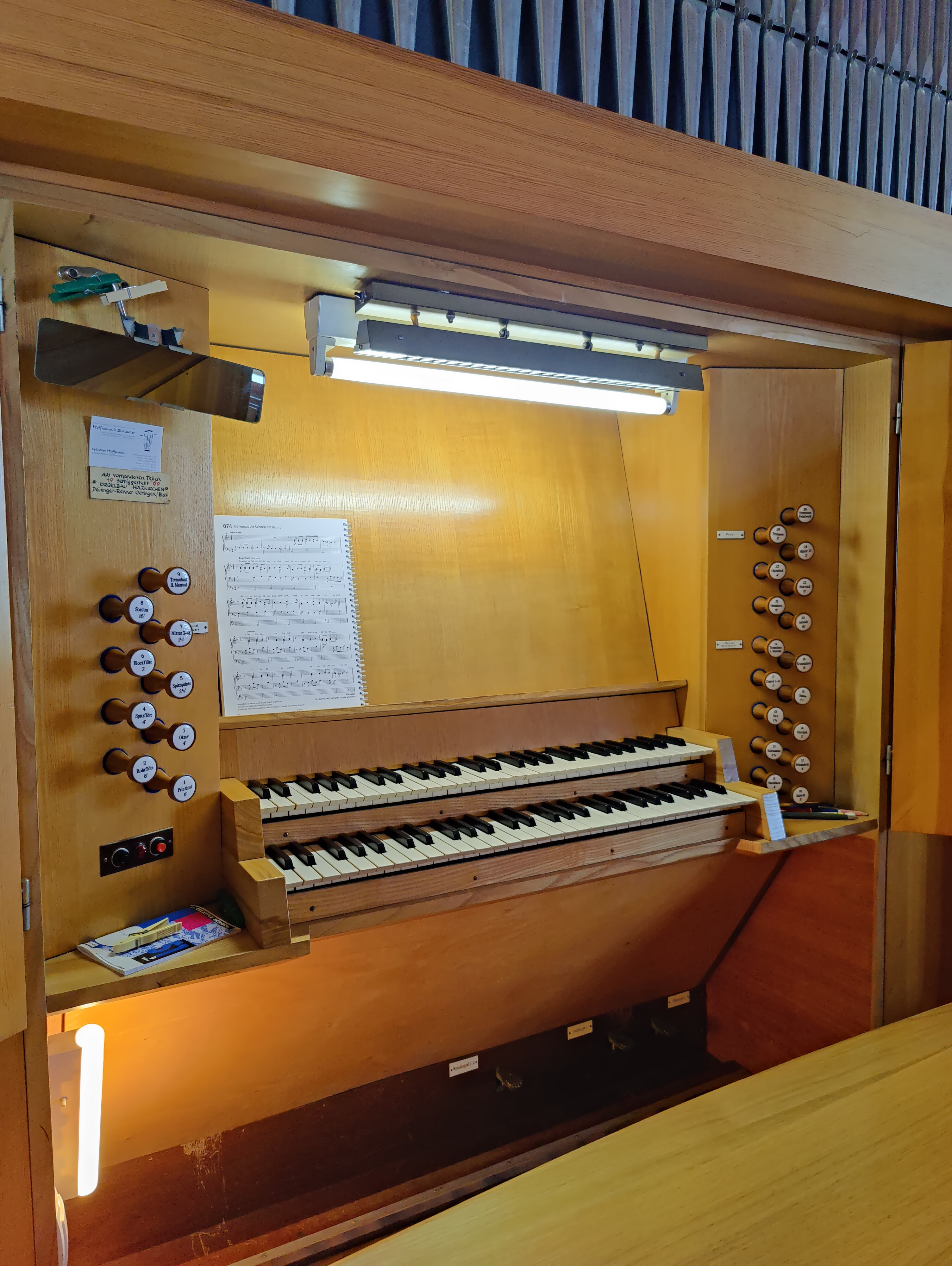
Spielanlage der Orgel
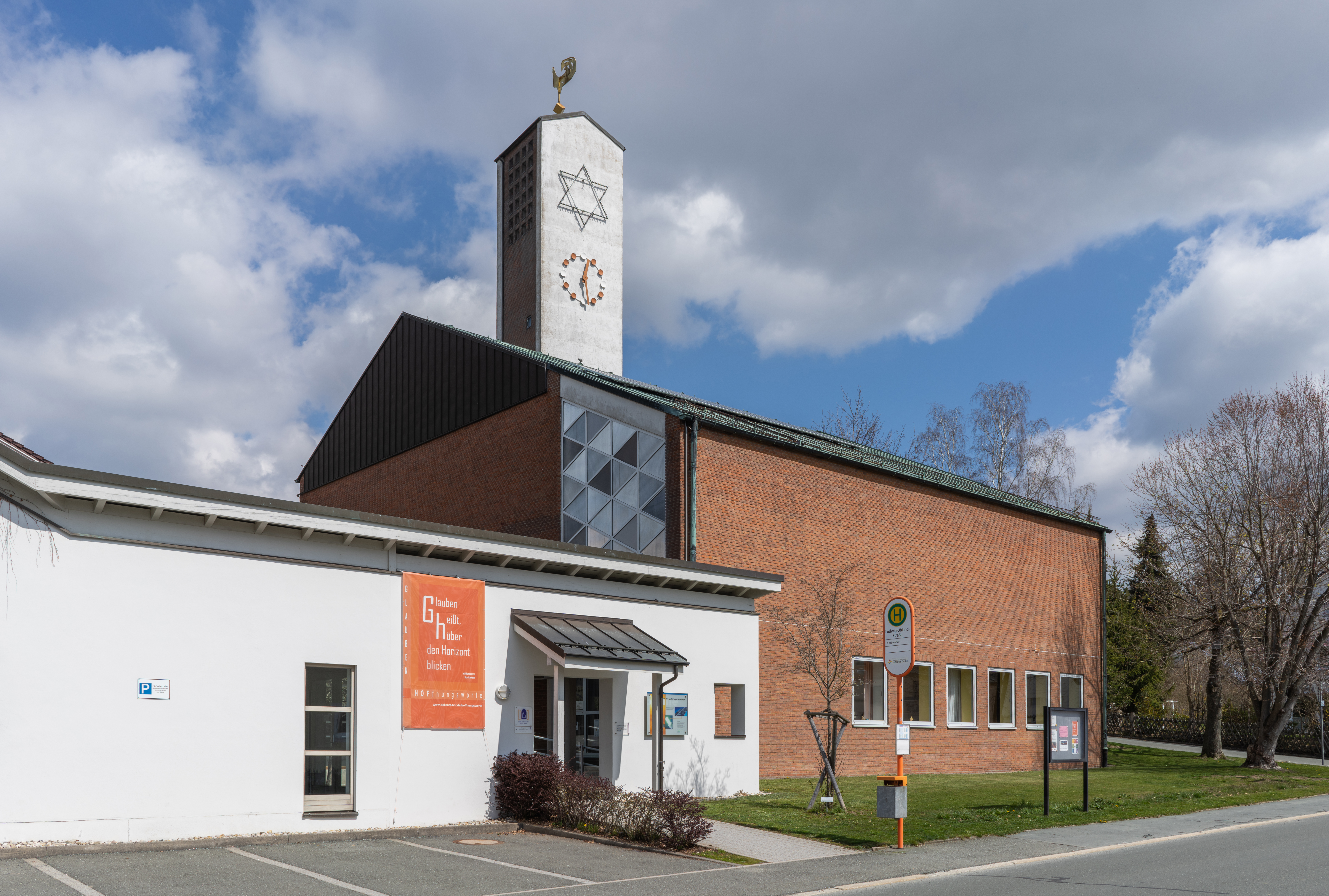
Gesamtansicht
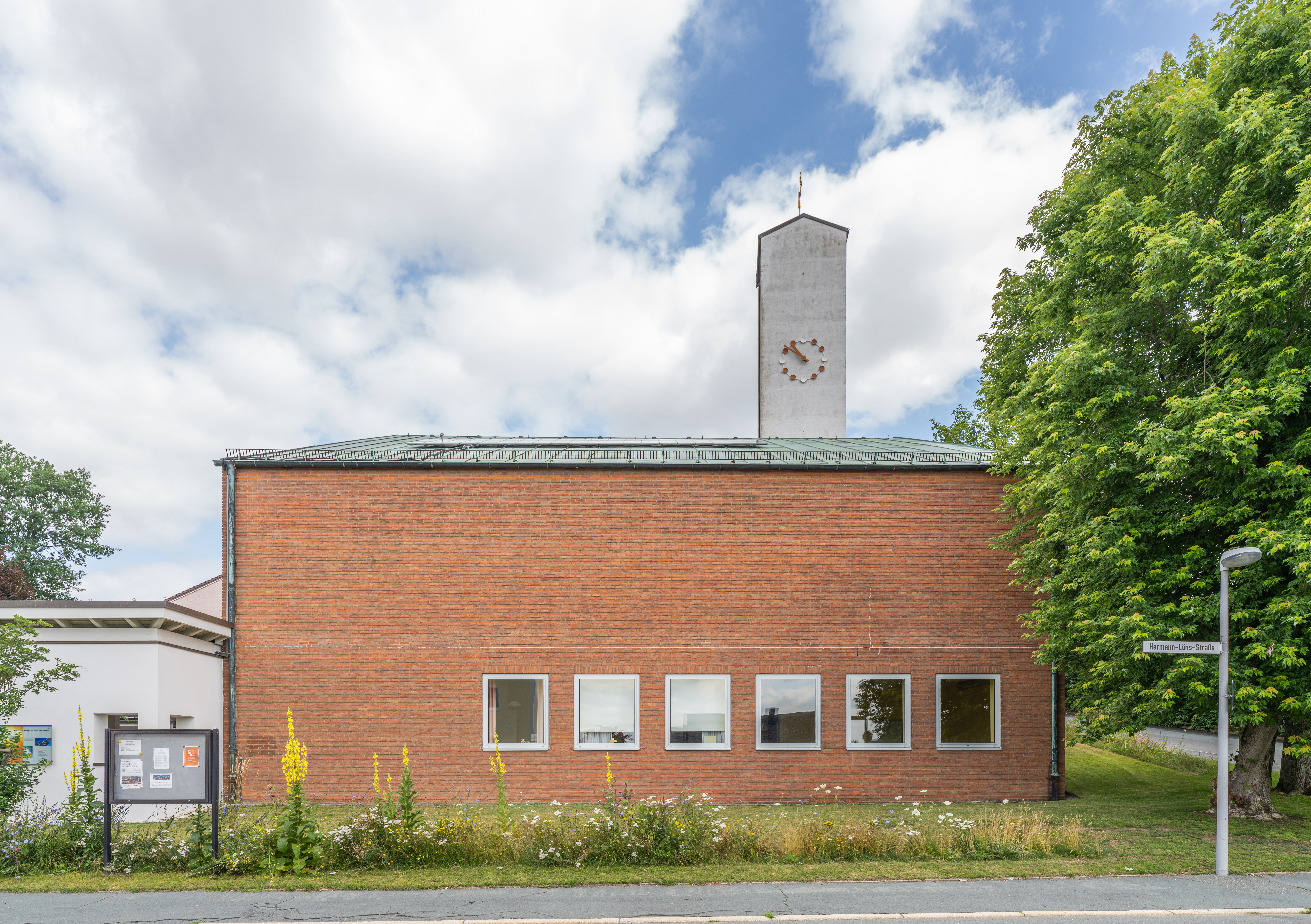
Der Klinkerbau
Südostansicht
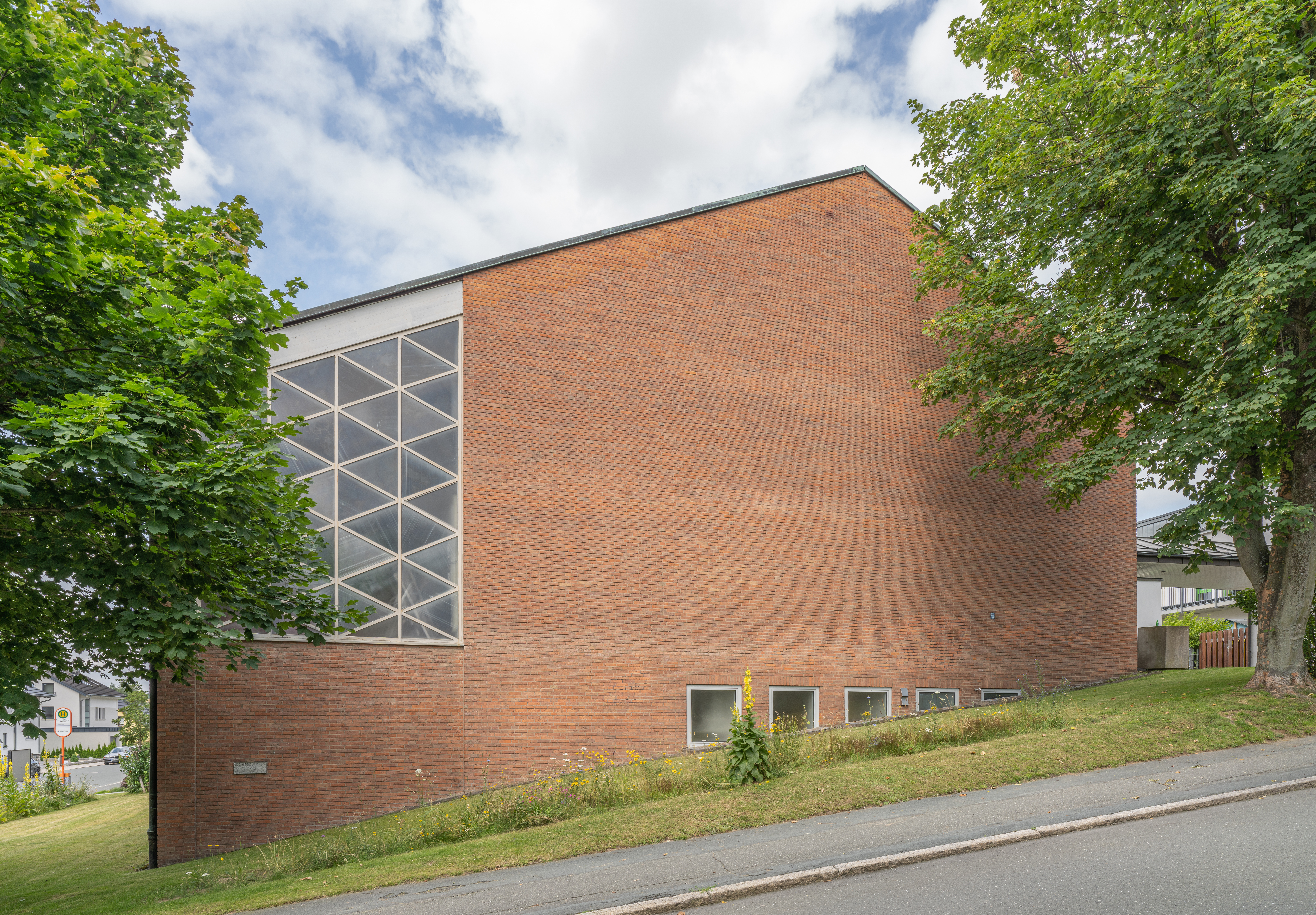
Schiefe Sicht der Ostfassade des Klinkerbaus
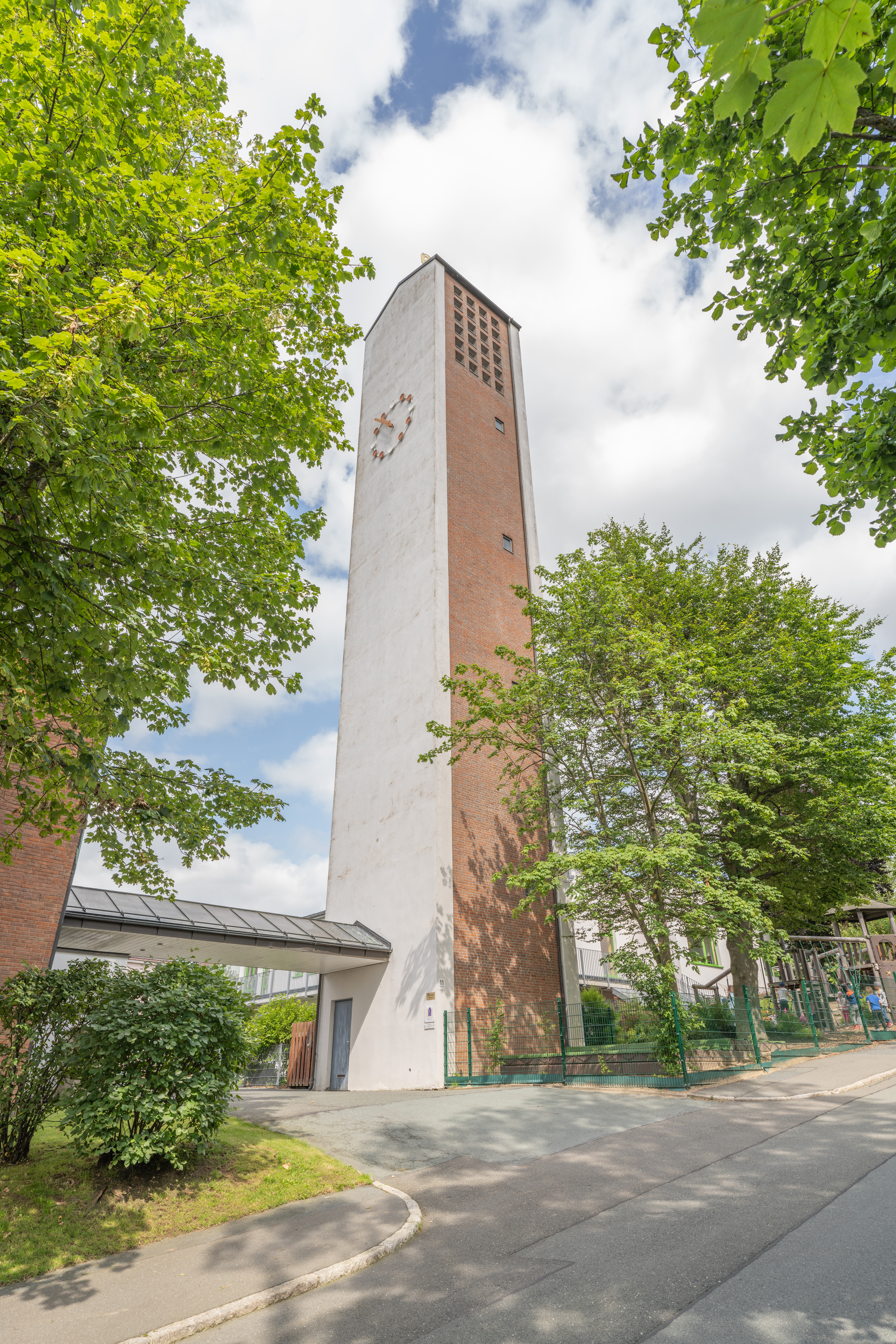
Der Kirchturm
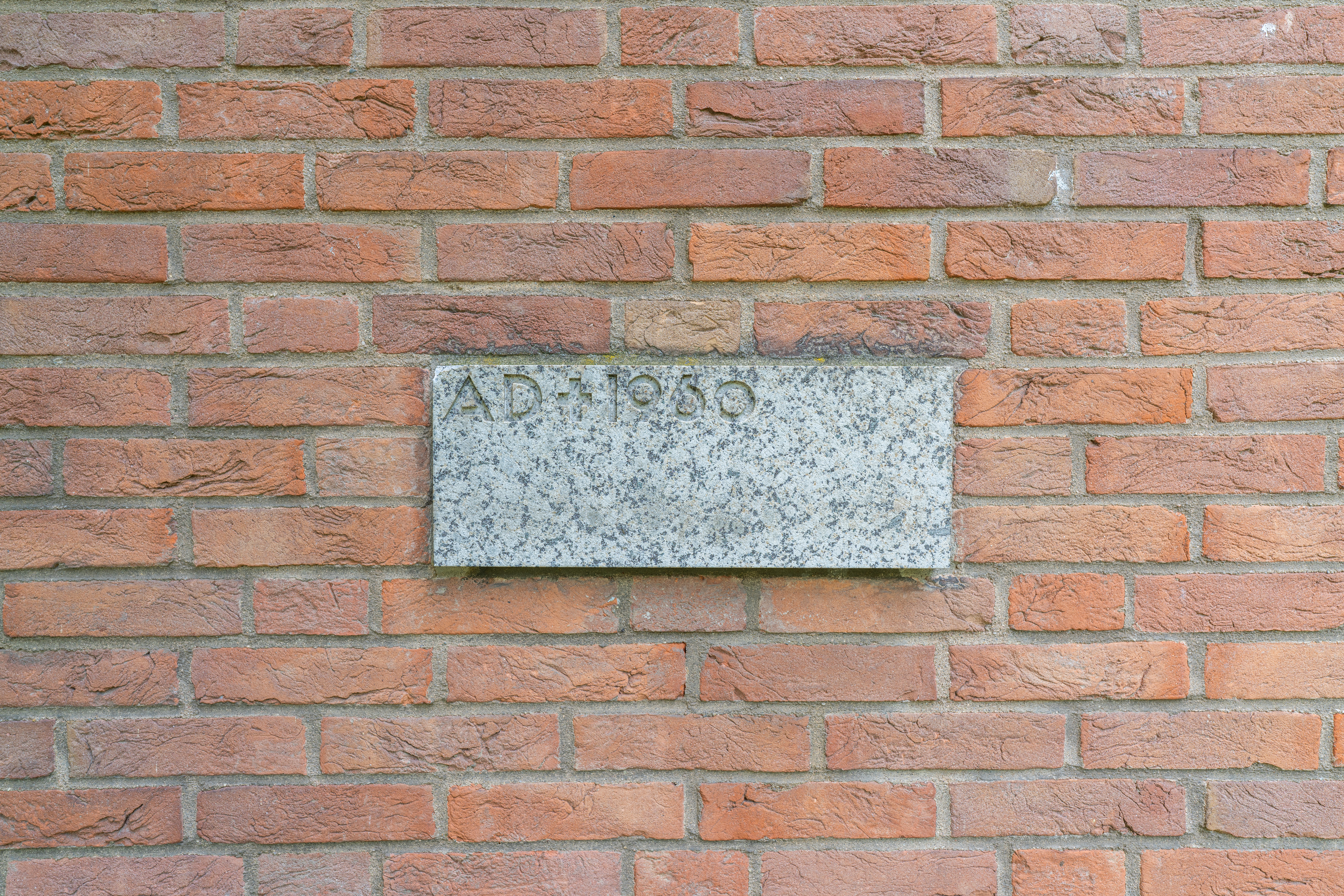
Tafel mit Jahreszahl der Erbauung
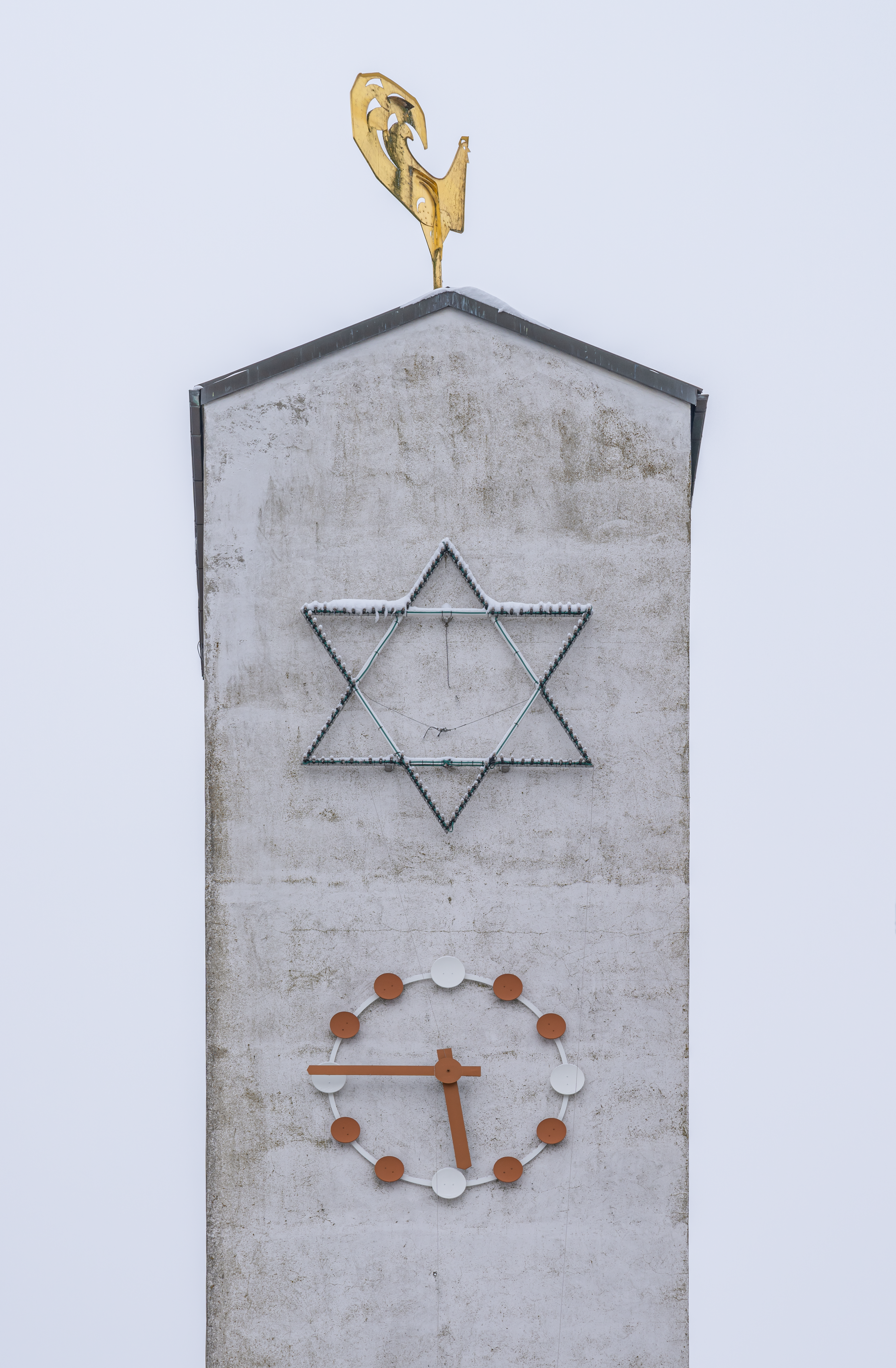
Der Weihnachtsstern am Tag
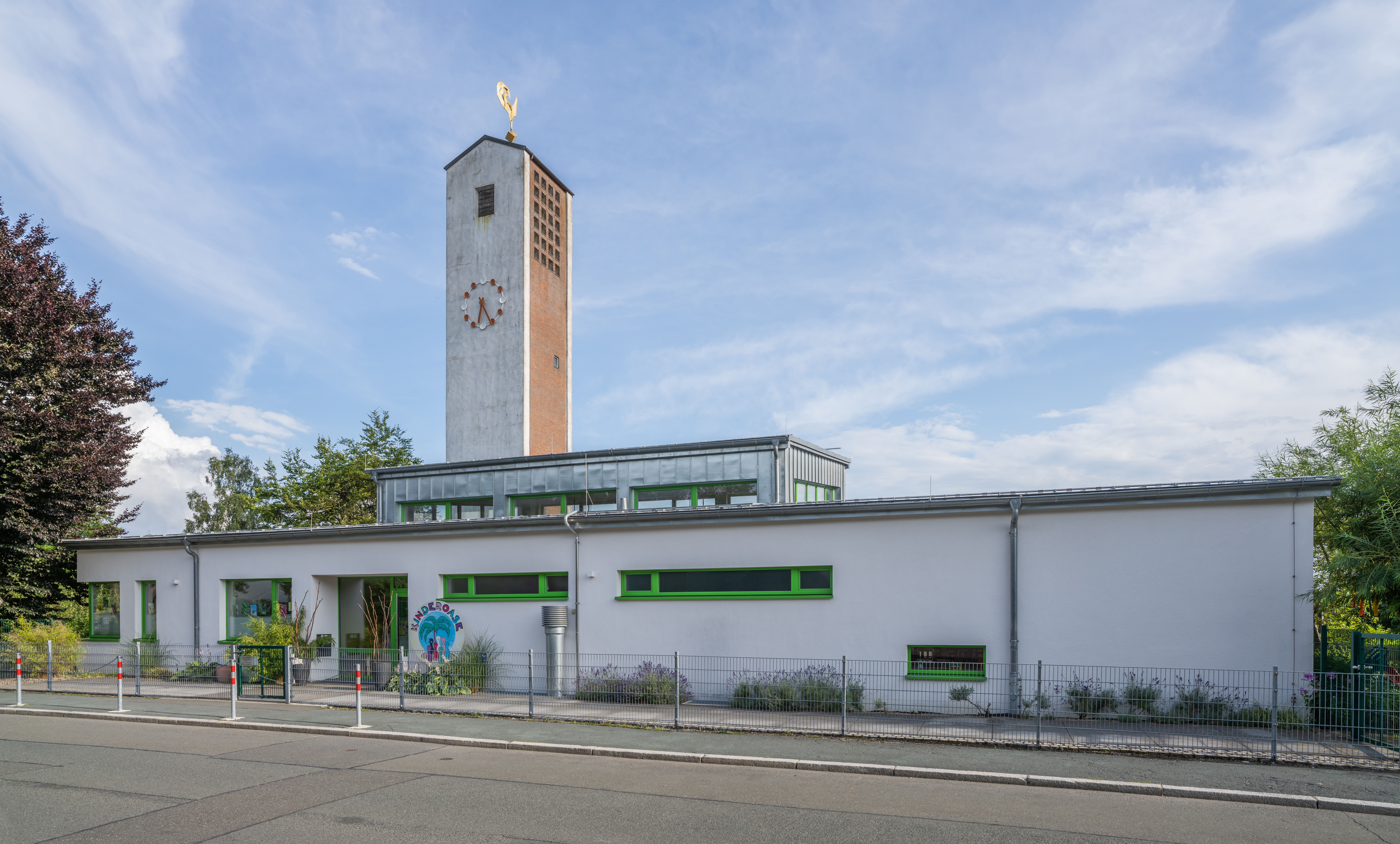
Der zur Kirche gehörende Kindergarten